# Mieczysław Lewicki (ziemianin)
Mieczysław Grzegorz Lewicki herbu Rogala (ur. 12 marca 1839 we Lwowie, zm. po 1914) – ziemianin, poseł do austriackiej Rady Państwa
Inżynier, ukończył politechnikę we Lwowie (1859). Ziemianin, właściciel dóbr Czernichów, Koniuszki Siemianowskie, Zarajsko i Zagórze w powiecie rudeckim. Członek Galicyjskiego Towarzystwa Gospodarczego we Lwowie (1881-1905). Wiceprezes, w latach 1913-1914 prezes Wydziału Okręgowego w Rudkach (1881-1912) Galicyjskiego Towarzystwa Kredytowego Ziemskiego we Lwowie. Członek powiatowej komisji szacunkowej dla podatku gruntowego w Rudkach (1881-1883).
Członek Rady Powiatowej w Rudkach (1881-1914), prezes (1881-1885) i członek (1886-1912) Wydziału Powiatowego w Rudkach.
Poseł do austriackiej Rady Państwa VII kadencji (22 września 1885 – 23 stycznia 1891), wybrany z kurii I – większej własności ziemskiej w okręgu wyborczym nr 9 (Sambor-Staremiasto–Turka-Drohobycz–Rudki). Członek Koła Polskiego w Wiedniu.

## Rodzina i życie prywatne
Urodził się w rodzinie ziemiańskiej, syn Wincentego (1803-1849) i Eligii z Siemianowskich.